# 佐々木舞香
佐々木 舞香（ささき まいか、2000年1月21日 - ）は、日本の女性アイドル、声優であり、女性声優アイドルグループである「=LOVE」のメンバー。愛知県豊川市出身。代々木アニメーション学院所属。
上京前は愛知県豊橋市で声優アイドルグループ『穂の国娘。』に所属していた。

## 略歴

### 穂の国娘。時代
2016年
- 6月26日、「穂の国娘。」CV4期生"豊橋穂乃火"役に合格。
- 7月17日、ライフポートとよはしで開催された東三河海フェスタでお披露目[2]。

2017年
- 4月 豊橋穂乃火キャラクターソング『ヒロイン』発表　作詞
- 5月28日、穂の国娘。CVを卒業[3]。

### =LOVE時代
2017年
- 4月19日、指原莉乃がプロデューサーとして、「代々木アニメーション学院Presents指原莉乃プロデュース声優アイドルオーディション」の二次審査を通過し、SHOWROOMオーディションに進出した[4]。
- 4月29日、「代々木アニメーション学院 Presents 指原莉乃プロデュース声優アイドルオーディション」の最終審査が行われ、13名が合格（後に1名辞退）。同時に、グループ名が「=LOVE(イコールラブ)」になることが発表された[5]。
- 6月14日、「=LOVE」SHOWROOM個人配信開催に伴い、正式メンバーになったことが明らかとなる[6]。
- 8月5日、「TOKYO IDOL FESTIVAL2017」で初ライブを行った[7]。

2018年
- 8月2日、公式HPで活動休止発表[8]。
- 12月9日、幕張メッセ全国握手会にて活動再開[9]。

2019年
- 7月11日 - 15日、舞台『 脳漿炸裂ガール 〜人間動物園〜 』に出演、個人としては初舞台となった[10]。

2020年
- 9月6日、パシフィコ横浜・国立大ホールにて行われた「=LOVE 3rd ANNIVERSARY PREMIUM CONCERT」にて、8thシングル（後の「青春”サブリミナル”」）に収録されるカップリング曲「しゅきぴ」が初披露され、初めてセンターに抜擢される[11]。同年11月24日にミュージックビデオが公開された[12][13]。

2022年
- 4月30日、＝LOVE全国ツアー2022「どう考えても、君ってイコラブのこと好きじゃん」東京・LINE CUBE SHIBUYA公演・夜の部にて、5月25日発売の11thシングル「あの子コンプレックス」を初披露、初めて表題曲のセンターに抜擢された[14]。
- 9月25日、国立代々木競技場 第一体育館にて行われた「=LOVE 5th ANNIVERSARY PREMIUM CONCERT」昼の部にて、12thシングル「Be Selfish」に収録される初のソロ曲「真夜中マーメイド」を初披露、同日ミュージックビデオが公開された[15]。
- 11月18日、YouTubeチャンネル『THE FIRST TAKE』にて野口衣織、諸橋沙夏と共に「あの子コンプレックス」を披露した[16]。

2023年
- 4月7日、YouTubeチャンネル『イコラブのあんまい』を山本杏奈と共に開設した。
- 7月24日、「京美人Award 2024」の応援アンバサダーに就任[17]。

2024年
- 5月28日、体調不良のためしばらくの間休養して療養に専念することを発表[18][19]。6月22日、活動再開を発表した[20][21]。

## 人物
- 小学校4年生のころ、イナズマイレブンのキャラクターブックを通じて、声優の仕事を知った[22]。高校生の頃になり声優になりたい気持ちが大きくなり、オーデションを受け養成所に入った[23]。
- 小学校から不登校気味だった。家にいるときはアニメを見ていたという[22][23]。
- 声優を目指しオーディションを受ける中で=LOVEのオーディションを見つけた。興味をもち、知り合いに勧められ受けることになった[24]。
- 水瀬いのりをリスペクトしている[25]
- 特技は声真似。（ジャイアン、マイメロなど）
- 好きな食べ物はスパゲッティ。
- =LOVEへの意気込みは「私は声優さんが好きなので演技の仕事ができるように頑張りたいです。」

## 出演

### テレビ番組
- カイトアンサ（2017年7月 - 9月、TOKYO MX）
- あざとくて何が悪いの?（2021年12月31日、テレビ朝日）
- 月曜の蛙、大海を知る。（2022年11月7日・12月5日・2023年1月23日、MBS/TBS系列）[26][27][28]
- ラヴィット!（2023年5月9日 - 、TBSテレビ）- 不定期出演
  - ゴールデンラヴィット!（2023年12月26日）- 火曜チーム[29]
  - 2024年1月23日放送分では、MCの田村真子アナが1週間休演のため、火曜日の代役MCとして出演[30]
- Trailblazers〜次なる日本の革新者たち〜（2025年4月25日〈毎月第4金曜日〉 - 、BSフジ）- ナビゲーター[31]

### テレビドラマ
- 幸色のワンルーム（2018年7月8日 - 9月23日、朝日放送テレビ）[32] - 迫田詩織 役
- IDOLS 〜Screen Test〜（2022年1月24日 - 3月28日、KBC九州朝日放送）
- 生き残った6人によると（2022年8月10日 - 9月14日、毎日放送・TBS） - 明美（ドラマオリジナルキャラクター） 役[33]
- もしも、この気持ちを恋と呼ぶなら…。（2022年9月24日、ABCテレビ） - 森見奈緒 役[34]
- 隣の男はよく食べる 第6話（2023年5月18日、テレビ東京） - 本人 役[35]
- Maybe 恋が聴こえる（2023年10月17日 - 12月22日、TBS） - 橋口琴音 役[36]
- キャスター（2025年4月13日 - 6月15日、TBS） - 戸山紗矢 役[37]

### ウェブ番組
- =LOVE佐々木舞香・野口衣織の推しをあつめて（2021年4月3日 - 2022年3月26日[注 1]、超!A&G+） - 毎週土曜日
- イマフレランチ（2023年9月22日 - 、Artistspoken） - 金曜パーソナリティ[40]

### ウェブドラマ
- 恋するキャスター（2025年4月13日 - 6月15日、U-NEXT） - 戸山紗矢 役[41]

### 舞台
- あにてれ×=LOVE ステージプロジェクト
  - けものフレンズ（2018年2月15日 - 18日、AiiA Theater Tokyo） - シヴァテリウム 役[42]
  - ガールフレンド（仮）（2018年7月16日 - 22日、品川プリンスホテル クラブeX） - 一ノ瀬友恵 役（舞台オリジナルキャラ）[43]
- 脳漿炸裂ガール 〜人間動物園〜（2019年7月11日 - 15日、六行会ホール） - 文明開花ガール 役[44]
- ミュージカル「東京リベンジャーズ」（2023年11月24日 - 26日、天王洲 銀河劇場 / 12月1日 - 3日、メルパルクホール大阪） - ヒロイン・橘日向 役[45]

### ラジオ
- A&Gリクエストアワー 阿澄佳奈のキミまち!（2018年4月8日 - 2022年3月26日、文化放送） - 中継レポーター

### CM
- 代々木アニメーション学院 手に入れる勇気もその先も篇（2020年）

### ウェブCM
- ソフトバンクWEB 神ジューデン「せかさんといて」篇（2023年10月6日、YouTube） - 鈴木瞳美（≠ME）と共に起用[46][47]。

### ゲーム
- ステーションメモリーズ!（2017年、恋浜みろく〈初代〉）
- Friday the 13th: The Game（2018年、ジェニー・マイヤーズ）[48]
- ヴァイタルギア（2018年、パナ）
- ゆめいろファンタジーラテール（2019年、アネス）[49]
- けものフレンズ3（2020年、カピバラ）[50]
- イナズマイレブン 英雄たちのヴィクトリーロード（2025年予定、井馬里陽愛）[51]

### TVアニメ
- 闇芝居第6期（2018年）[52]

### Webアニメ
- 「駅メモ!」ショートアニメ（2018年、みろく）[53]
- ちょこっとアニメ けものフレンズ3（2020年、カピバラ）

### 映画

#### 吹き替え
- スターシップ・トゥルーパーズ レッドプラネット（英語版）（2018年、タミ・カマチョ）[54]

#### 劇場アニメ
- サンタ・カンパニー ～クリスマスの秘密～（2019年、カワイイ天使）[55]

### MV
- 川崎鷹也「Be yourself」（2022年）[56]

## 書籍

### 雑誌掲載
- BUBKA（白夜書房）
  - 2020年6月号 - 表紙ほか、大谷映美里・齊藤なぎさ・野口衣織とともに[57]
  - 2022年5月号 - 表紙、グラビア[58]
- CM NOW vol.217（玄光社） - 付属小冊子「IDOLS〜Screen Test　PHOTO BOOK」[59]
- ar 7.8月合併号（2024年6月12日、主婦と生活社）[60]
- blt graph. vol.105（2024年8月30日、東京ニュース通信社） - 表紙と巻頭グラビア[61]